# Basimah Yusuf Butrus
Basima Yusuf Butrus (auch Basima Yousif Putros; arabisch باسمة يوسف بطرس جمعة, DMG Bāsima Yūsuf Buṭrus Ǧumʿa; syrisch ܒܐܣܡܐ ܝܘܣܦ ܦܛܪܘܣ‎; * 1963 in Erbil) ist eine irakische Biochemikerin und Politikerin.
Sie studierte Biochemie an der Salahaddin-Universität in Erbil, Autonome Region Kurdistan. Danach verfolgte sie eine wissenschaftliche Karriere und arbeitete als Hochschullehrerin. Von Mai 2005 bis 2006 war sie Ministerin für Wissenschaft und Technologie in dem irakischen Übergangskabinett, in dem sie die einzige Christin war. 2010 wurde sie für die Assyrische Demokratische Bewegung in den Repräsentantenrat des Irak gewählt.
Butrus gehört zur Chaldäisch-Katholischen Kirche und engagiert in der Assyrisisch-Demokratischen Bewegung. Sie ist auch als Menschenrechtsaktivistin tätig und Mitglied der katholischen Hilfsorganisation Caritas.